# نظام النطاقين

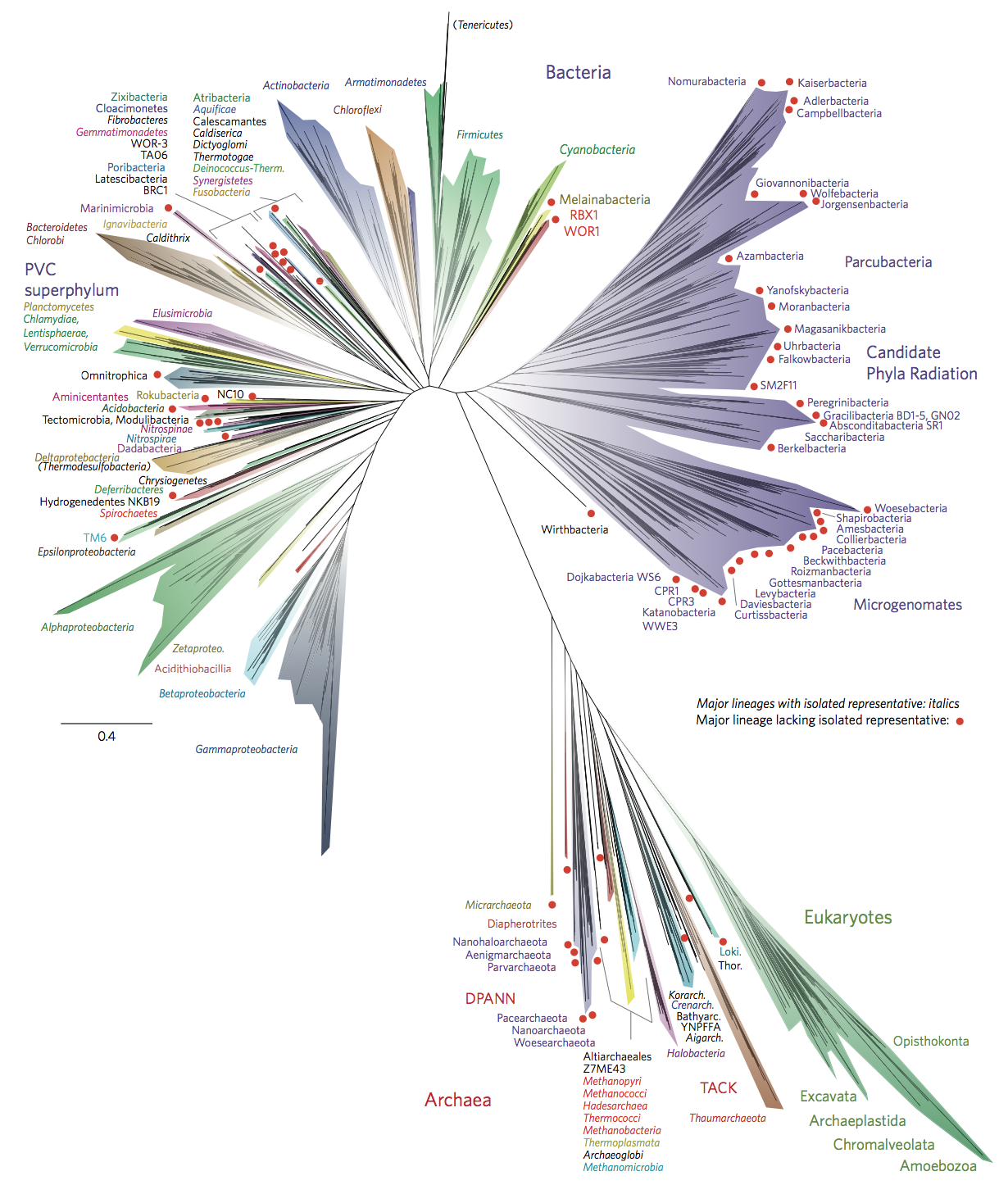
شجرة الحياة. هناك نطاقان للحياة هما البكتيريا (الفروع العليا) والعتائق (الفروع السفلية، بما في ذلك حقيقيات النوى).

نظام النطاقين أو المجالين (two-domain system) هو تصنيف بيولوجي تُصنف من خلاله جميع الكائنات الحية في شجرة الحياة إلى نطاقين فقط هما ؛ البكتيريا والعتائق. وقد نشأ هذا النظام من تطور المعرفة بتنوع العتائق ويتحدى بالأساس نظام النطاقات الثلاث المقبول على نطاق واسع والذي يصنف الحياة إلى البكتيريا والعتائق والحقيقيات. وقد سبقته فرضية الخلية البيضية التي وضعها جيمس أ. ليك في ثمانينيات القرن العشرين، والتي حل محلها إلى حد كبير نظام النطاقات الثلاثة، وذلك بسبب الأدلة في ذلك الوقت الذي تدعمها. أدى الفهم الأفضل للعتائق، وخاصة دورها في نشأة حقيقيات النوى من خلال نظرية النشوء التعايشي مع البكتيريا، إلى إحياء فرضية الخلية البدائية في العقد الأول من القرن الحادي والعشرين. أصبح نظام النطاقين مقبولًا على نطاق واسع بعد اكتشاف مجموعة كبيرة ( شعبة فائقة ) من العتائق تسمى أسكارد (Asgard)في عام 2017، والتي تشير الأدلة إلى أنها الجذر التطوري لحقيقيات النوى، مما يجعل هذه الاخيرة عضوة في نطاق العتائق.
في حين أن سمات عتائق الآسغارد لا تستبعد تمامًا نظام النطاقات الثلاثة، فإن فكرة أن حقيقيات النوى نشأت داخل العتائق قد تعززت من خلال الدراسات الجينية والبروتينية. ففي ظل نظام النطاقات الثلاثة، تتميز حقيقيات النوى بشكل أساسي بوجود "بروتينات توقيع حقيقية النوى" التي لا توجد في العتائق والبكتيريا. ومع ذلك، تحتوي عتائق آسجارد على جينات تشفر العديد من هذه البروتينات.

## الخلفية
إن تصنيف الحياة إلى قسمين رئيسيين ليس مفهوماً جديداً، إذ كان أول من اقترح هذا التصنيف عالم الأحياء الفرنسي إدوارد تشاتون في عام 1938. حيث ميز تشاتون الكائنات الحية إلى:
1. بدائيات النوى (بما في ذلك البكتيريا)
2. حقيقيات النوى (بما في ذلك الأوليات)[14]

وقد تم تسميتها فيما بعد بالإمبراطوريات، وصنفها تشاتون على أنها نظام الإمبراطوريتين. في حين استخدم تشاتون اسم حقيقيات النوى فقط للإشارة إلى الكائنات الأولية، واستبعد تماما حقيقيات النوى الأخرى، ونشر أعماله بتداول محدود حتى لم يتم التعرف عليها. تم إعادة اكتشاف تصنيفه من قبل عالم البكتيريا الكندي روجر ييتس ستانير من جامعة كاليفورنيا في بيركلي في عام 1961 أثناء وجوده في معهد باستور في باريس. في العام التالي، نشر ستانير وزميله كورنيليس برناردوس فان نيل في مجلة Archiv für Mikrobiologie ( أرشيف علم الأحياء الدقيقة الآن) تصنيف تشاتون للكائنات حقيقية النواة الذي تم تفصيله ليشمل الطحالب العليا، والكائنات الأولية، والفطريات، والنباتات والحيوانات. لقد أصبح بعدها نظام تصنيف شائع جدا، كما كتب جون أو. كورليس في عام 1986: "لقد تم قبول مفهوم تشاتون-ستانير لمملكة (أو بالأحرى مملكة عليا) من بدائيات النوى للبكتيريا (بالمعنى الأوسع) ومملكة عليا ثانية من حقيقيات النوى لجميع الكائنات الحية الأخرى على نطاق واسع وبحماس."
في عام 1977، صنف كارل ووز وجورج إي فوكس بدائيات النوى إلى مجموعتين (ممالك)، البكتيريا العتيقة (بالنسبة لمولدات الميثان، أول البكتيريا العتيقة المعروفة) والبكتيريا الحقيقية، استنادًا إلى جينات الحمض النووي الريبوزي الريبوسومي 16S (16S rRNA). في عام 1984، وصف جيمس أ. ليك، ومايكل دبليو كلارك، وإريك هندرسون، وميلاني أوكس من جامعة كاليفورنيا في لوس أنجلوس ما كان يُعرف بـ "مجموعة من البكتيريا المعتمدة على الكبريت" كمجموعة جديدة من الكائنات الحية تسمى الخلايا الفجرية وأنشأوا مملكة جديدة أطلق عليها نفس الإسم. وقد اقترحوا من خلالها وجود أربع نطاقات، استنادًا إلى بنية وتكوين الوحدات الفرعية الريبوسومية، وهي البكتيريا العتيقة والبكتيريا الحقيقية والحقيقية النواة والخلايا البدائية كما قام ليك بتحليل تسلسلات الرنا الريبوسومي(rRNA) للمجموعات الأربع واقترح أن حقيقيات النوى نشأت من الخلايا البدائية، وليس البكتيريا العتيقة، كما كان يُفترض عمومًا. كان هذا هو أساس فرضية الخلية البيضية. في عام 1988، اقترح تقسيم جميع أشكال الحياة إلى مجموعتين تصنيفيتين:
1. النواة التي تشمل حقيقيات النوى والكائنات الحية البدائية حقيقية النواة مثل الخلايا البيضية
2. الباركاريوتات التي تتكون من البكتيريا الحقيقية والعتيقة مثل الهالوبكتيريا والميثانوجينات[21]

في عام 1990، أظهر ووس(Woese) وأوتو كاندلير(Otto Kandler ) ومارك ويليس(Mark Wheelis) أن العتائق هي مجموعة مميزة من الكائنات الحية وأن الخلايا الأولية (التي أعيدت تسميتها كرينارشايوت(Crenarchaeota ) كشعبة من العتائق ولكن تم تصحيحها إلى المستحرة المتقلبة(Thermoproteota ) في عام 2021 ) هي من العتائق. لقد قدموا التقسيم الرئيسي للحياة إلى نظام ثلاثي النطاقات يتألف من نطاق حقيقيات النوى ونطاق البكتيريا ونطاق العتائق. مع عدد من المراجعات للتفاصيل واكتشاف العديد من سلالات العتائق الجديدة، اكتسب تصنيف ووس قبولًا تدريجيًا باعتباره "الفرضية العلمية الأكثر تطورًا والأكثر قبولًا على نطاق واسع [مع تصنيف الممالك الخمس] فيما يتعلق بالتاريخ التطوري للحياة".
ومع ذلك، لم يحل مفهوم النطاقات الثلاثة القضايا المتعلقة بالعلاقة بين العتائق والكائنات حقيقية النواة. كما قال فورد دوليتل، الذي كان يعمل آنذاك في جامعة دالهوزي، في عام 2020: "إن شجرة النطاقات الثلاثة تمثل العلاقات التطورية بشكل خاطئ، وتقدم وجهة نظر مضللة حول كيفية تطور حقيقيات النوى من بدائيات النوى. إن شجرة النطاقات الثلاثة تتعرف على قرابة محددة بين البدائيات والعتيقات، ولكنها تعتقد أن الأخيرة نشأت بشكل مستقل، وليس من داخل الأولى".

## المفهوم
يعتمد نظام النطاقين بشكل أساسي على مفهومين رئيسيين يحددان حقيقيات النوى كأعضاء في نطاق العتائق وليس كنطاق منفصل: نشأت حقيقيات النوى داخل العتائق، ويمثل آسجارد أصل حقيقيات النوى.

### تطور حقيقيات النوى من العتائق
يفترض نظام النطاقات الثلاثة أن حقيقيات النوى ترتبط ارتباطًا وثيقًا بالعتائق أكثر من ارتباطها بالبكتيريا وأنها مجموعة شقيقة للعتائق، وبالتالي، فإنه يعاملها كنطاق منفصل. ومع اكتشاف المزيد من العتائق الجديدة في أوائل العقد الأول من القرن الحادي والعشرين، أصبح هذا التمييز موضع شك حيث أصبحت حقيقيات النوى متداخلة بشكل عميق داخل العتائق. إضافة إلى ذلك، فقد تم دعم أصل حقيقيات النوى من العتائق، أي أن الاثنين ينتميان إلى نفس المجموعة الأكبر، من خلال دراسات تعتمد على تسلسل بروتين الريبوسوم والتحليلات التطورية في عام 2004. كما اقترح التحليل الجينومي لنحو 6000 مجموعة جينية من 185 جينوم بكتيري وعتيق وحقيقي النواة في عام 2007 أيضًا أصل حقيقيات النوى من العتائق العريضة(Euryarchaeota (على وجه التحديد النوعThermoplasmatales ).
في عام 2008، أجرى باحثون من متحف التاريخ الطبيعي في لندن وجامعة نيوكاسل تحليلاً شاملاً لـ 53 جينًا من العتائق والبكتيريا وحقيقيات النوى، والتي تضمنت مكونات أساسية لآليات تكرار الأحماض النووية والنسخ والترجمة. كان الاستنتاج هو أن حقيقيات النوى تطورت من العتائق، وتحديدًا من العتائق المصدرية (الخلايا البدائية) والنتائج "تؤيد طوبولوجيا تدعم فرضية الخلايا البدائية بدلًا من النمط الأحادي للبكتيريا البدائية وشجرة الحياة ذات النطاقات الثلاثة." كما وجدت دراسة أجريت في نفس الوقت تقريبًا العديد من الجينات المشتركة بين حقيقيات النوى والعتائق المصدرية نتيجة لذلك، تدعم هذه الأدلة المتراكمة نظام النطاقين بقوة.
وفي عام 2019، توصلت الأبحاث التي أجراها جيرجلي جيه سولوسي، الأستاذ المساعد في ELTE، إلى أن النطاقين يعتبر هو النظام الصحيح. حيث ارتكزت الدراسات التي أجريت على محاكاة لأكثر من 3000 عائلة جينية. وخلصت الدراسة إلى أن حقيقيات النوى ربما تطورت من بكتيريا دخلت مضيفًا من آسجارد (ربما من شعبة هايمدالاركايوتا ).
أحد مميزات نطاق حقيقيات النوى في نظام النطاقات الثلاثة هو أن حقيقيات النوى تحتوي على بروتينات فريدة مثل الأكتين ( خيوط دقيقة هيكلية خلوية تشارك في حركة الخلية)، والتوبولين (مكون الهيكل الخلوي الكبير، الأنابيب الدقيقة ) ونظام اليوبيكويتين (تحلل البروتين وإعادة تدويره) والتي لا توجد في بدائيات النوى. ومع ذلك، فإن ما يسمى بـ "بروتينات التوقيع حقيقية النواة" مشفرة في جينومات العتائق تلك(TACK) (التي تضم شعبة العتائق العجيبة(Thaumarchaeota )و العتائق الفجرية (Aigarchaeota )والعتائق المصدرية (Crenarchaeota) وKorarchaeota )، ولكنها غير مشفرة في جينومات العتائق الأخرى. كانت البروتينات حقيقية النواة الأولى التي تم تحديدها في العتائق المصدرية هي الأكتين والبروتينات المرتبطة بالأكتين (Arp) 2 و3، وهو ما يفسر ربما أصل حقيقيات النوى عن طريق البلعمة التكافلية، حيث كان لدى المضيف القديم آلية تعتمد على الأكتين لتغليف الخلايا الأخرى، مثل البكتيريا البدائية الميتوكوندريا.
تم العثور على بروتينات شبيهة بالأنابيب تسمى أرتوبولين( artubulins)في جينومات العديد من العتائق العجيبة المؤكسدة للأمونيوم. تم العثور على مجمعات الفرز الداخلي المطلوبة للنقل ( ESCRT III)، والتي تشارك في انقسام الخلايا حقيقية النواة، في جميع مجموعات تاك(TACK). تشكل البروتينات الشبيهة بـ ESCRT-III نظام الانقسام الخلوي الأساسي في هذه العتائق. الجينات التي تشفر نظام اليوبيكويتين معروفة من جينومات متعددة من Aigarchaeota. يوجد أيضًا في Crenarchaeota بروتين مرتبط باليوبيكويتين يسمى Urm1. إن نظام تكرار الحمض النووي (بروتينات GINS) في Crenarchaeota وHalobacteria يشبه مجمع CMG (CDC45، MCM، GINS) في حقيقيات النوى.لذلك، يشير وجود هذه البروتينات حقيقية النواة في العتائق إلى علاقتها المباشرة وأن حقيقيات النواة نشأت من العتائق.

### الآسجارد هم آخر السلف المشترك حقيقيات النوى
لقد أدى اكتشاف الآسجارد، الموصوف بأنه "عتائق شبيهة بالكائنات حقيقية النواة"، في عام 2012 والتحليلات التطورية التالية إلى تعزيز وجهة النظر ذات النطاقين للحياة. أولا، تحتوي العتائق الآسكاردية المسماة لوكياركا يوتا(Lokiarchaeota) على جينات بروتينية حقيقية النواة أكثر من مجموعة تاك(TACK). ثانيا، أظهر التحليل الجيني الأولي وإعادة التحليل لاحقًا أنه من بين أكثر من 31 جينًا حقيقيًا مختارًا في العتائق، فإن 75٪ منها تدعم بشكل مباشر تجميع حقيقيات النوى والعتائق، مما يعني دعم نظام نطاقًا واحدًا من العتائق بما في ذلك حقيقيات النوى؛ على الرغم من أن النتائج لم تستبعد تمامًا نظام النطاقات الثلاثة.
ومع اكتشاف المزيد من مجموعات الآسغارد لاحقًا بما في ذلك ثوراركيوتا (Thorarchaeota)، وأوديناركيوتا( Odinarchaeota)، وهايمدالاركيوتا(Heimdallarchaeota)، أصبحت علاقاتهم مع حقيقيات النوى راسخة بشكل أفضل. حيث أشارت التحليلات التطورية باستخدام جينات الحمض النووي الريبي الريبوسومي إلى أن حقيقيات النوى نشأت من آسغارد، وأن هايمدالاركايوتا هي أقرب أقارب حقيقيات النوى. كما تم دعم الأصل حقيقي النواة من Heimdallarchaeota من خلال دراسة الجينوم التطوري في عام 2020. إضافة إلى ذلك، أشارت مجموعة جديدة من الآسجارد تم اكتشافها في عام 2021 (تسمى مؤقتًا Wukongarchaeota) أيضًا إلى وجود جذر عميق لأصل حقيقي النواة. علاوة على ذلك، يشير تقرير صدر عام 2022 حول آسكارد آخر، يُدعى نيورداركايوتا(Njordarchaeota)، إلى أن فرع هايمدالاركايوتا-ووكونجاركايوتا (Heimdallarchaeota-Wukongarchaeota)ربما يكون المجموعة الأصلية للكائنات حقيقية النواة.
تحتوي الأسكاردات على ما لا يقل عن 80 جينًا لبروتينات التوقيع حقيقية النواة. بالإضافة إلى بروتينات الأكتين والتوبولين واليوبيكويتين وESCRT الموجودة في عتائق TACK، كما تحتوي أسجاردات كذلك على جينات وظيفية للعديد من البروتينات حقيقية النواة الأخرى مثل البروفيلينات، ونظام اليوبيكويتين (بروتينات شبيهة بـ E1 وE2 وإصبع الخاتم الصغير (srfp))، وأنظمة نقل الأغشية (مثل نطاقات Sec23/24 وTRAPP)، ومجموعة متنوعة من GTPases الصغيرة (بما في ذلك نظائر GTPase من عائلة Gtr/Rag )، والجيلسولينات. على الرغم من أن هذه المعلومات لا تحل تمامًا الخلافات حول نظام النطاقات الثلاثة والنطاقين، إلا أنها تعتبر عمومًا لصالح نظام النطاقين.

## التصنيف
يحدد نظام النطاقين تصنيف جميع أشكال الحياة الخلوية المعروفة إلى نطاقين: البكتيريا والعتائق. إنه يحل محل نطاق حقيقيات النوى المعترف به في التصنيف ثلاثي النطاقات كأحد النطاقات الرئيسية. فعلى النقيض من فرضية الخلية البدائية، والتي اقترحت مجموعتين رئيسيتين من الحياة (مشابهتين للنطاقات) وافترضت أن العتائق يمكن تقسيمها إلى مجموعات بكتيرية وحقيقية النواة، فقد دمجت العتائق وحقيقيات النواة في نطاق واحد، والبكتيريا بالكامل في نطاق منفصل تماما.

### بكتيريا النطاق
وهي تتكون بالأساس من جميع البكتيريا، والتي تعتبر بدائية النواة (تفتقر إلى النواة)، وبالتالي، فإن نطاق البكتيريا يتكون فقط من الكائنات بدائية النواة. ومن الأمثلة على ذلك مايلي:
- البكتيريا الزرقاء – البكتيريا التي تقوم بعملية البناء الضوئي والتي ترتبط بالبلاستيدات الموجودة في حقيقيات النوى.[64]
- البكتيريا الحلزونية – بكتيريا سالبة الجرام تشارك في الأمراض البشرية مثل مرض الزهري ومرض لايم.[65]
- البكتيريا الشعاعية – البكتيريا إيجابية الجرام بما في ذلك أنواع Streptomyces والتي يتم استخلاص العديد من المضادات الحيوية منها الستربتومايسين والنيومايسين والبوترومايسين والكلورامفينيكول.[66][67]

### نطاق العتائق
وهي تتألف من كل من الكائنات بدائية النواة وحقيقية النواة.
العتائق
العتائق هي كائنات بدائية النواة، ومن الأمثلة عليها:
- جميع مولدات الميثان - التي تنتج غاز الميثان.
- معظم الكائنات الحية المحبة للملوحة – والتي تعيش في المياه المالحة للغاية.
- معظم الكائنات المحبة للحرارة والحمضية - والتي تعيش في المياه الحمضية ذات درجة الحرارة المرتفعة.

حقيقيات النوى
تحتوي حقيقيات النوى على نواة في خلاياها، وتشمل:
- الأوليات – العديد من حقيقيات النوى وحيدة الخلية بما في ذلك طفيليات الملاريا والأميبا والدياتومات.[69]
- المملكة الفطريات : الكائنات حقيقية النواة مثل الفطر والخميرة والعفن.
- المملكة النباتية – جميع النباتات.
- المملكة الحيوانية – جميع الحيوانات.